# Église Saint-Pierre-du-Gros-Caillou
Pour les articles homonymes, voir Église Saint-Pierre.
L'église catholique Saint-Pierre-du-Gros-Caillou est située au 92, rue Saint-Dominique dans le 7e arrondissement de Paris (France).

## Historique
« Saint-Pierre du Gros-Caillou, église paroissiale située rue Saint-Dominique-Gros Caillou, n° 58. — Lorsque le Gros-Caillou fut devenu un bourg assez considérable, on sentit la nécessité d'y bâtir une succursale de Saint-Sulpice, qui était la paroisse de ce bourg. On s'occupa de ce projet dès 1652, mais des obstacles sans nombre vinrent successivement arrêter les travaux. Enfin, le 19 mars 1733, on posa la première pierre de cette église, qui fut bénite sous le titre de l'Assomption de la Sainte Vierge, et nommée par les habitants Notre-Dame-de-Bonne-Délivrance ; elle est cependant désignée dans les registres de l'archevêché sous le nom de Saint-Pierre-du-Gros-Caillou, succursale de Saint-Sulpice. Elle devint bientôt église paroissiale. En 1775, on la reconstruisit sur un plan plus vaste et sur les dessins de l'architecte Chalgrin ; mais elle n'était pas entièrement terminée lors qu’éclata la Révolution. Elle fut alors démolie. En 1822, on éleva sur le même emplacement et sous le même nom, une nouvelle église qui est d'une belle simplicité. Ce monument est dû au talent de M. Godde, architecte. »

— Nouvelle histoire de Paris et de ses environs, Jules de Gaulle & Nodier, Paris, Pourrat, 1839, p 387.
La dépouille de Jean-Sylvain Bailly, premier maire de Paris en 1789, repose sous le dallage.
Les confessionnaux ont été dessinés par le protestant Victor Baltard en 1854.
En 1971, l'architecte Paul Vimond, architecte en chef des bâtiments civils et palais nationaux, réalise avec Claude Petit la chapelle de la Vierge.

## Les orgues

### Le grand orgue de tribune

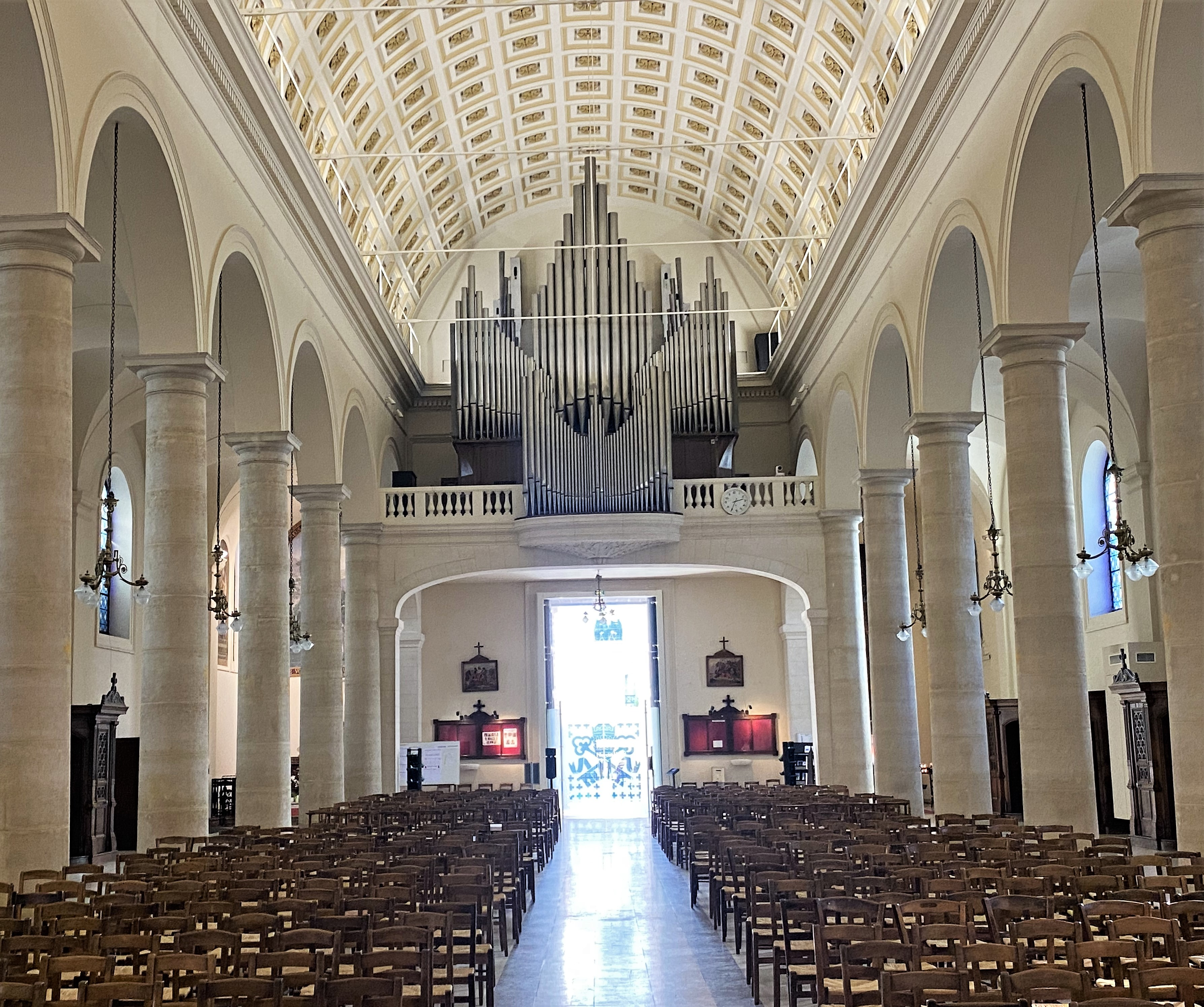
Le grand orgue de tribune.

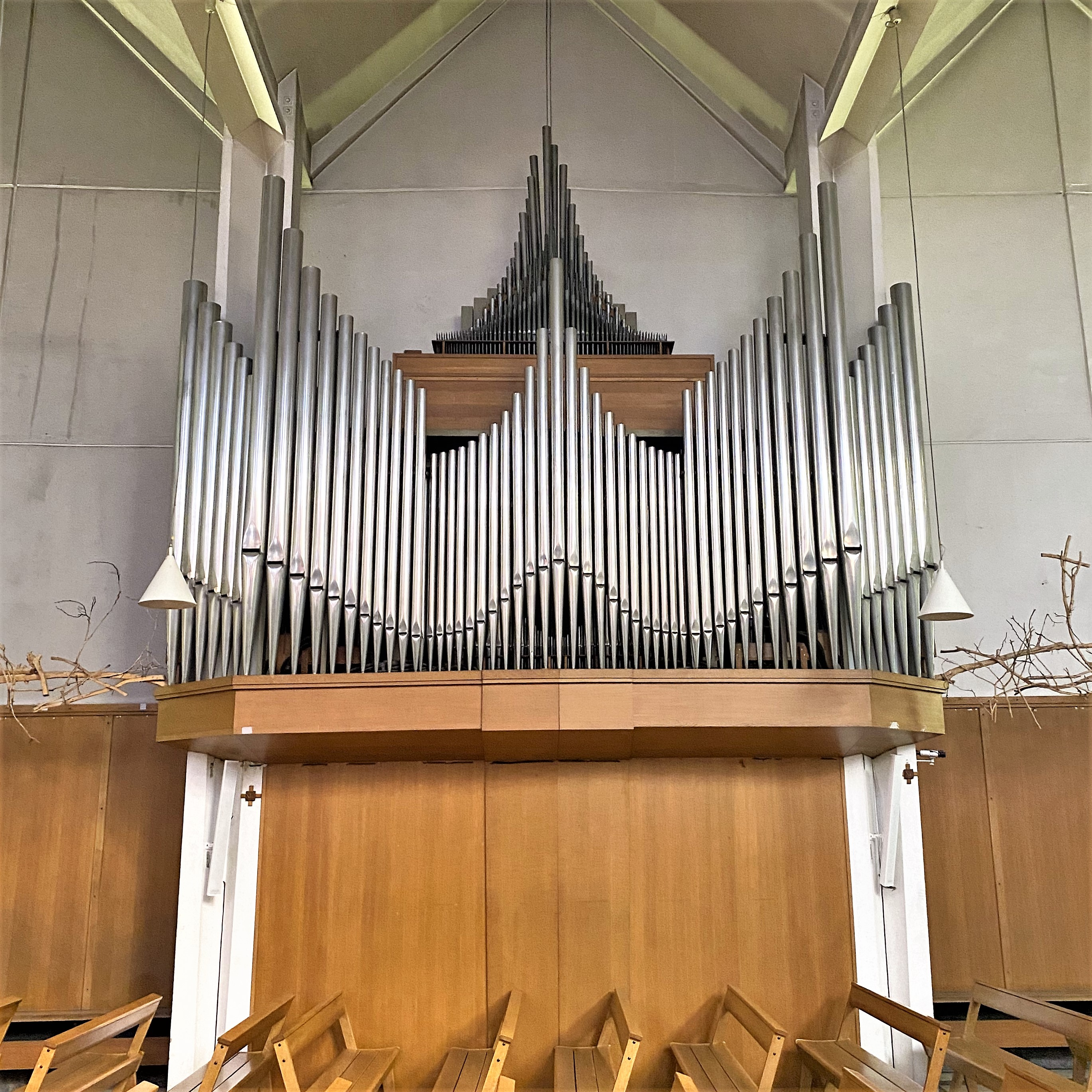
L'orgue de la chapelle.

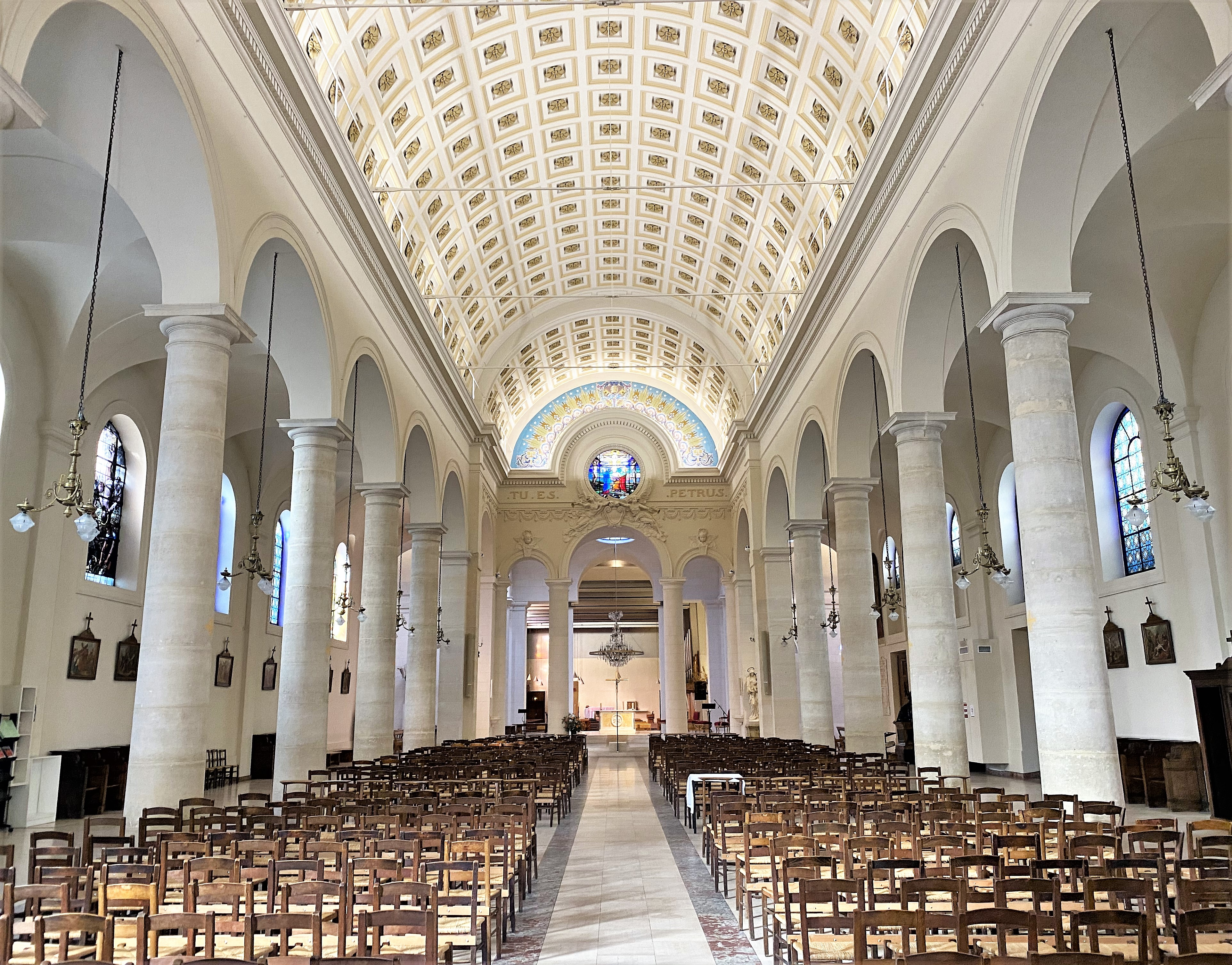
La nef.

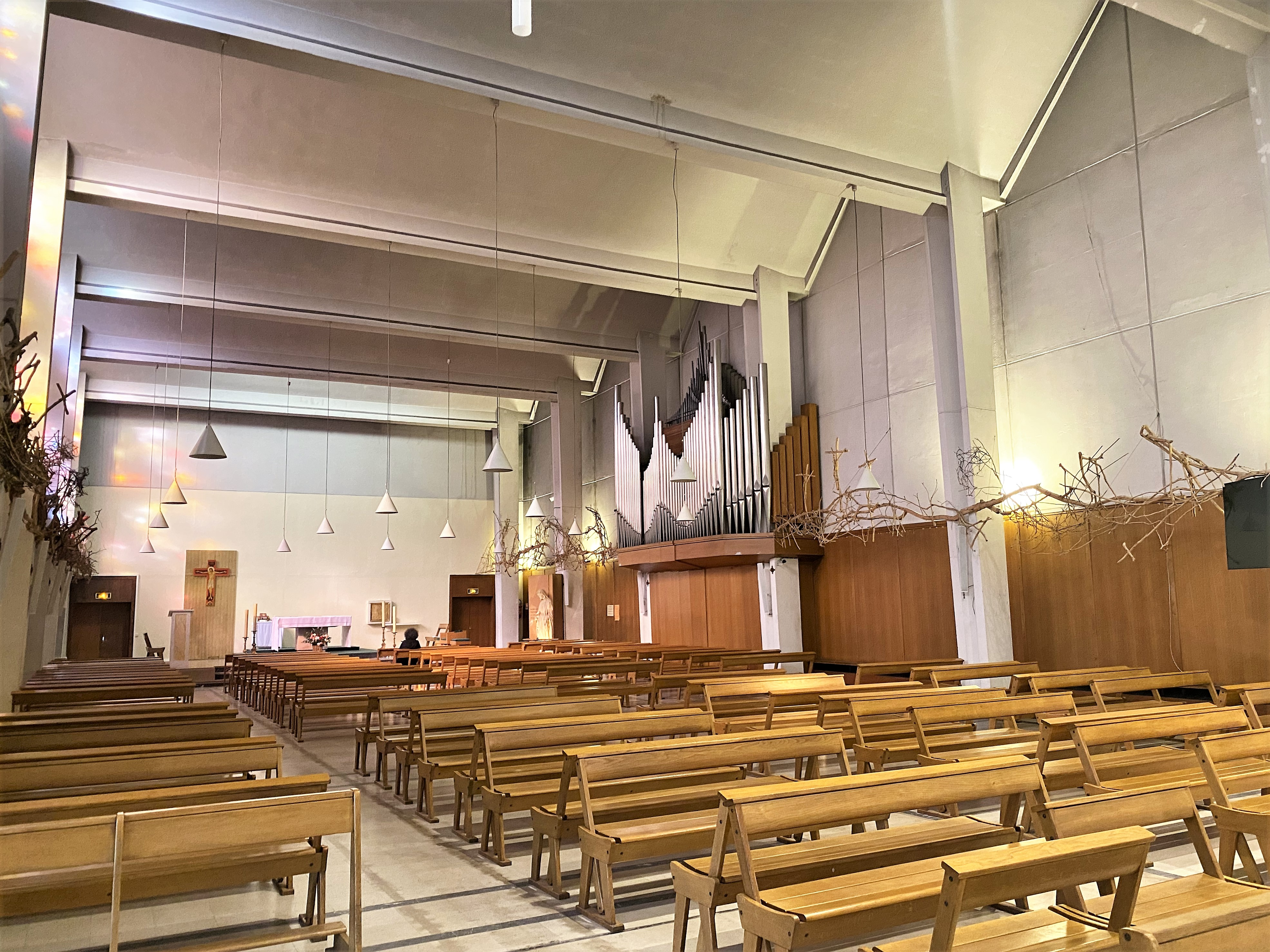
Intérieur de la chapelle.

Premier orgue : Orgue Merklin de 20 jeux (v. 1850) ; cet orgue fut vendu en 1926 et installé dans l'église Saint-Jacques de la ville de Saint-James (Manche) ; l'instrument a été tristement détruit en 2017, alors qu'il venait juste d'être restauré. Il n'y a pas trace d'un éventuel instrument ayant précédé celui-ci à Saint-Pierre du Gros Caillou.
Deuxième orgue : Orgue Mutin-Convers (1925), restauré par Victor Gonzalez (1933, 1955). Cet instrument était plusieurs mètres en arrière par rapport à l'orgue actuel et disposait d'un positif et d'un récit expressif situés dans les combles. De ce fait, les différences importantes de températures avec la nef posaient un problème d'accord. Ce problème, additionné à une esthétique pauvre en mixtures et en mutations contribua sans doute à susciter la construction d'un orgue neuf dans les années 1970.
Orgue actuel : Construction d'un orgue neuf (1976), d'esthétique néoclassique, avec positif de dos et mécanique à rubans par Danion-Gonzalez, reprenant en partie la tuyauterie de l'orgue Convers ;
Restauration par Bernard Dargassies en 2000 (ré-harmonisation de certains jeux, augmentation des tailles, décalage des mixtures vers le grave — installation d'une batterie d'anches 16,8,4 de Suret au clavier de grand orgue — installation d'une traction électro-pneumatique et d'un combinateur électronique).
À la suite du chantier de l'église entre 2017 et 2018, l'orgue est à nouveau dépoussiéré et entièrement accordé par Bernard Dargassies.
L'instrument comporte 3 claviers de 56 notes et un pédalier de 32 notes pour 47 jeux. Les registres sont à traction électrique et les notes (claviers/pédalier) à traction électro-pneumatique.

### L'orgue de la chapelle
Construit par Danion-Gonzalez en 1972, il comporte 3 claviers de 61 notes et un pédalier de 32 notes pour 25 jeux (22 réels). Les registres et les notes (claviers/pédalier) sont à traction électrique.

### Organistes

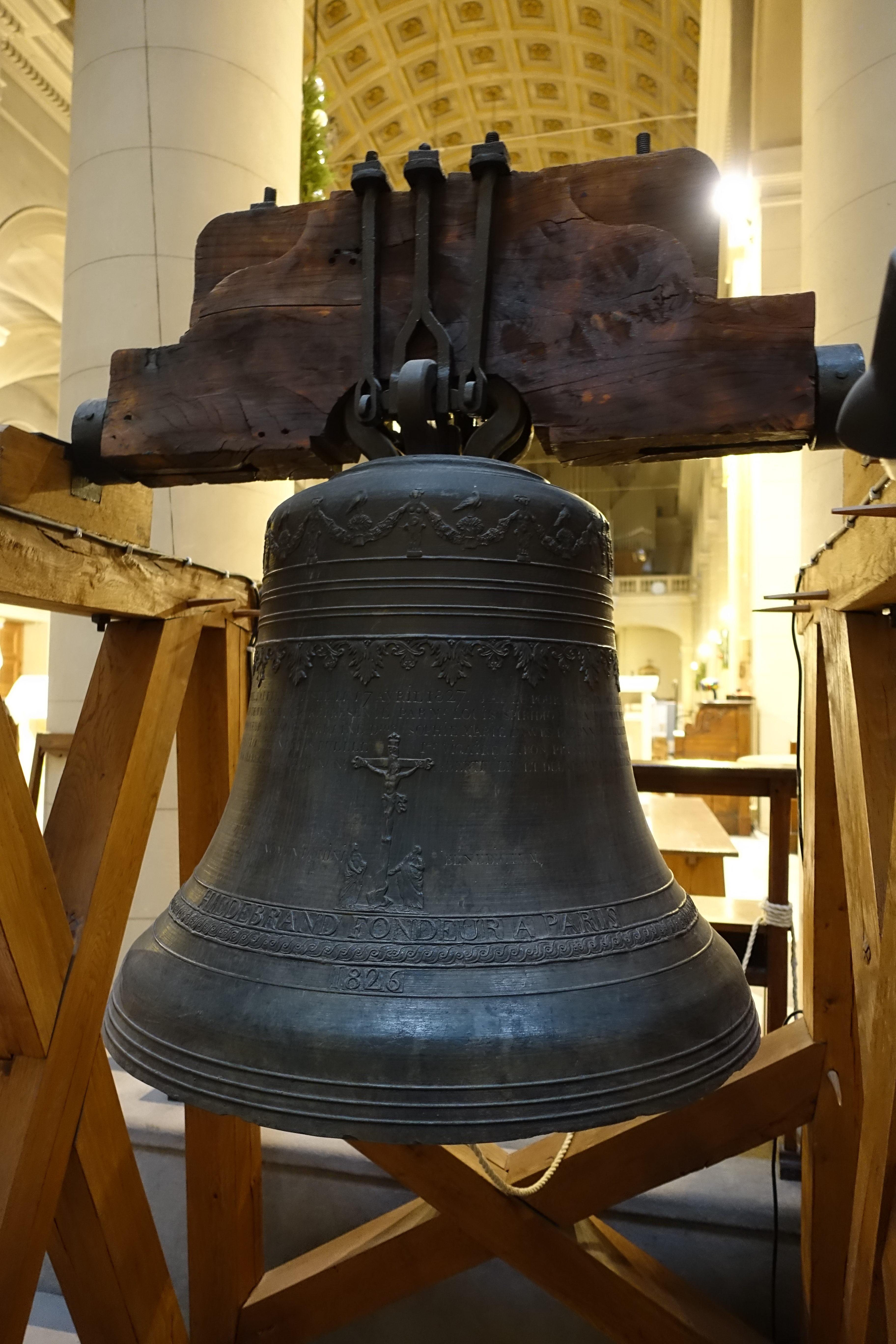
L’ancienne cloche : Louise-Sophie.

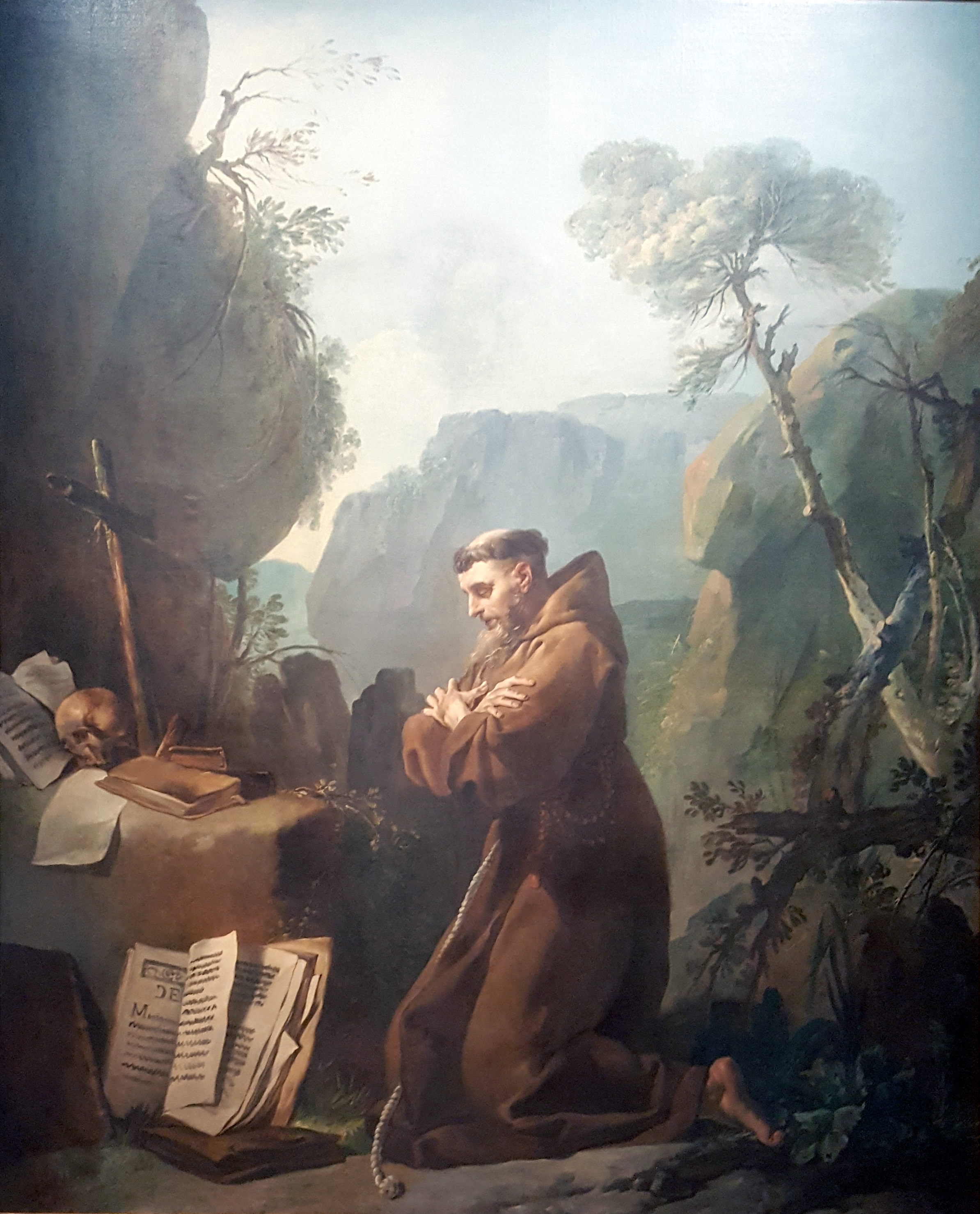
Saint François méditant dans la solitude de Jean-Baptiste Marie Pierre (1747).

- Noëlie Pierront (1929-1970) ;
- Gérard Letellier (1970-2006) ;
- Renaud Vergnet (depuis 2006)[3].

## Les cloches
Le clocher abrite une sonnerie de 4 cloches de volée. Fondues le 18 mars 1993 par la fonderie Paccard à Sevrier (nouveaux locaux de la fonderie d’Annecy), elles ont été baptisées le 16 mai 1993.
- Clémence : Fa 3 - 800 kilos
- Constance : La 3 - 445 kilos
- Patience : Si bémol 3 - 340 kilos
- Prudence : Do 4 - 275 kilos

Dans l’église se trouve, posée au sol, l’ancienne cloche : Louise-Sophie (La 3 - 320 kilos) fondue en 1826 par Hildebrand, fondeur à Paris et baptisée le 17 avril 1827.

## Tableaux
- Joseph Chabord, Le Christ tenant un enfant sur les genoux, 1840.
- Bernard Gaillot, Saint Pierre libéré de prison, 1834.
- Jean-Baptiste Marie Pierre, Saint François méditant dans la solitude, chapelle du Saint-Sacrement.
- Alexandre Desgoffe, Le baptême du Christ, chapelle baptismale.
- Charles Dugasseau, La pietà, transept droit.

## Curés de l'église
Antoine de Vial en fut curé de 1986 à 1995. Il fit baptiser les nouvelles cloches de cette église.
Alain Castet, futur évêque de Luçon, en fut curé de 1995 à 2003.
Richard Escudier est resté à ce poste de 2009 à 2021, remplacé depuis par le père Jacques de Longeaux.

### Articles liés
- Quartier du Gros-Caillou
- Liste des monuments historiques du 7e arrondissement de Paris
- Liste des édifices religieux de Paris
- Archidiocèse de Paris